# 253. motorizirana brigada (JLA)
Za druge 253. brigade glejte 253. brigada.
253. motorizirana brigada je bila motorizirana brigada v sestavi Jugoslovanske ljudske armade.
Enota je bila nastanjena v Sloveniji pred in med slovensko osamosvojitveno vojno.

## Organizacija
1991
- poveljstvo (Vojašnica Srečko Kosovel, Ajdovščina)

- namestitveni vod
- četa za zvezo
- vod ABKO
- izvidniška četa
- četa vojaške policije

- 1. motorizirani bataljon (Vojašnica Severna Vipava, Vojašnica Južna Vipava)
- 2. motorizirani bataljon (Vojašnica Severna Postojna, Vojašnica Južna Vipava)
- 1. tankovski bataljon (Vojašnica Srečko Kosovel, Ajdovščina)
- havbični divizion 105 mm (Vojašnica Severna Vipava) (Kasarna Pale, Ajdovščina)
- mešani protioklepni divizion (Vojašnica Srečko Kosovel, Ajdovščina)
- lahki topniški divizion protiletalske obrambe (Vojašnica Srečko Kosovel, Ajdovščina)
- inženirski bataljon (Vojašnica Severna Vipava)
- zaledni bataljon (Vojašnica Severna Vipava)